# Yang Kyoungjong
Yang Kyoungjong (coreano : 양경종) es el nombre de un soldado coreano que, según algunos historiadores, luchó en el Ejército Imperial Japonés, el Ejército Rojo y más tarde en la Wehrmacht durante la Segunda Guerra Mundial. Es, hasta la fecha, el único soldado en la historia reciente que se cree que luchó en tres lados de una guerra, y este estatus le ha valido el reconocimiento. Aunque los medios de comunicación populares y varios historiadores han considerado esto como un hecho, otros han expresado dudas, y un SBS coreano de 2005 documental que se centró en su caso concluyó que no había pruebas convincentes de su existencia.

## Segunda Guerra Mundial
En 1938, a la edad de 18 años, estaba en Manchuria cuando fue reclutado en el ejército Kwantung del ejército Imperial Japonés para luchar contra la Unión Soviética. En ese momento, Corea estaba gobernada por Japón. 
Durante la Batalla de Jaljin Gol, fue capturado por el Ejército Rojo soviético y enviado a un campo de trabajo del Gulag. 
Debido a la escasez de mano de obra soviética en la lucha contra la Alemania Nazi, en 1942 se vio obligado a luchar en el Ejército Rojo, junto con miles de otros prisioneros. Fue enviado al Frente Oriental de Europa.
En 1943, fue capturado por soldados de la Wehrmacht en el este de Ucrania durante la Tercera Batalla de Járkov, y luego se unió a los Batallones del Este para luchar por Alemania, Yang fue enviado a la Francia Ocupada para servir en un batallón de ex prisioneros de guerra soviéticos en la Península de Cotentin en Normandía, cerca de la playa de Utah. Después del desembarco del Día D en el norte de Francia por parte de las fuerzas aliadas, Yang fue capturado por paracaidistas del Ejército de los Estados Unidos en junio de 1944. 
Los estadounidenses inicialmente creyeron que era un soldado japonés con uniforme alemán; ese momento, el teniente Robert Brewer del 506º Regimiento de Infantería Paracaidista, de la 101.ª División Aerotransportada informó que su regimiento había capturado a cuatro asiáticos con uniforme alemán después del desembarco en la playa de Utah, y que inicialmente nadie podía comunicarse con ellos, Yang fue enviado a un campo de prisioneros en Gran Bretaña y luego trasladado a un campo en los Estados Unidos.

## Vida posterior
Supuestamente, Yang Kyoungjong, un prisionero de guerra alemán, fue liberado del cautiverio por el ejército de los EE. UU. en 1947. Se convirtió en un ciudadano estadounidense y se mudó a Illinois, Estados Unidos, donde vivió hasta su muerte en 1992.

## Identificación
Después de la invasión de Normandía el Día D, se tomó una foto de un hombre no identificado con atuendo de la Wehrmacht siendo procesado como prisionero de guerra. El título oficial no da su nombre y, en cambio, se refiere a él como "joven japonés".  La descripción actual en los Archivos Nacionales de EE. UU. se refiere a él como un "joven japonés". 
En el libro de 1994 Día D, 6 de junio de 1944: La batalla culminante de la Segunda Guerra Mundial , el historiador Stephen E. Ambrose escribió sobre una entrevista con Brewer, donde Brewer relató la captura de cuatro coreanos con uniformes de la Wehrmacht. Ambrose escribió que "parece que habían sido reclutados en el ejército japonés en 1938 —Corea era entonces una colonia japonesa— capturados por el Ejército Rojo en las batallas fronterizas con Japón en 1939, forzados al Ejército Rojo, capturados por la Wehrmacht en diciembre 1941 en las afueras de Moscú, obligado a ingresar en el ejército alemán y enviado a Francia". Además, señala que no se conocía su futuro destino, pero especuló que probablemente fueron devueltos a Corea y lucharon en la Guerra de Corea. Sin embargo, la cuenta de Brewer no estaba asociada con la fotografía antes mencionada.
En 2002, la cuenta de Brewer se informó en los medios coreanos.  En 2004, la imagen se asoció con la cuenta de Brewer y circulaba en Internet. En el mismo año, el sitio de noticias coreano DKBNews informó sobre la imagen, que se dice que se encuentra en un "sitio web de la comunidad", y una vez más contó la historia de Brewer. Un lector de DKBNews envió detalles biográficos sobre el soldado en la imagen, incluido su nombre (Yang Kyoungjong), fecha de nacimiento, capturas, liberación y muerte, junto con su asentamiento en Illinois después de la guerra. Sin embargo, a pesar de la solicitud de fuentes por parte del periodista, no se proporcionó ninguna. El artículo también señaló que es imposible determinar si la persona en la foto es Yang, ya que Brewer describió a cuatro coreanos. En diciembre de 2005, en respuesta a la imagen que circulaba ampliamente en Internet, el Sistema de Radiodifusión de Seúl emitió un documental sobre la existencia de los soldados asiáticos que sirvieron a la Alemania nazi y fueron capturados por las fuerzas aliadas. El documental concluyó que, aunque hubo soldados asiáticos en el ejército alemán durante la Segunda Guerra Mundial, no había pruebas claras de la existencia de Yang Kyoungjong. 
La identidad del hombre sigue siendo fuente de especulaciones. El autor Martin Morgan cree que el hombre no es Yang Kyoungjong, sino un georgiano étnico del 795.° batallón georgiano, que estaba compuesto por tropas georgianas de Osttruppen. 

## Legado
La historia de Yang fue la base de la película surcoreana de 2011 My Way.
En 2018, un concejal de la ciudad de Terranova, utilizó la historia de Yang para un anuncio en línea que promocionaba su negocio inmobiliario, lo que provocó una reacción violenta.